# Столяров, Андрей Михайлович
Андрей Михайлович Столяров (род. 20 октября 1950, Ленинград) — русский писатель.

## Биография
Окончил физико-математическую школу № 239, затем — биолого-почвенный факультет ЛГУ им. А. А. Жданова. По специальности — эмбриолог. Несколько лет работал в научно-исследовательских институтах Ленинграда. Занимался тератогенезом (изучение уродливого развития животных и человека), экспериментальной биологией и медициной. Имеет ряд научных работ.
Художественную прозу пишет с 1980 года. Печатается с 1984 года. Автор 17 книг. Лауреат многих литературных премий. Издавался в Болгарии, Венгрии, Польше, Чехии, Эстонии, Японии. Общий тираж книг — около 500 000 экземпляров. Член Союза писателей Санкт-Петербурга и Союза российских писателей, член Русского ПЕН-центра.
В литературе начинал как фантаст, написал ряд научно-фантастических повестей, однако позднее перешёл в мэйнстрим. Тем не менее в текстах, публиковавшихся во второй половине 1990-х годов в «толстых» журналах («Знамя», «Звезда» и др.), по-прежнему использовал фантастическое допущение. Так, роман «Жаворонок», напечатанный в очень авторитетном «толстом» журнале «Знамя» в 1999 году, четыре года спустя был опубликован в серии «Звёздный лабиринт», состоящей лишь из научно-фантастических романов.
В настоящее время[когда?]

 Столяров пишет в жанре «магического реализма», иногда обозначая его как мистический реализм. Пытается продолжать традиции «петербургской прозы», заложенные Гоголем и Достоевским. Многие произведения автора обращены к магии и философии Петербурга.
Один из основателей (вместе с Андреем Лазарчуком и Виктором Пелевиным) «турбореализма» — литературного направления, стоящего на грани реализма и фантастики. Статьи о турбореализме[чьи?] выходили в США и Японии.
Столяров — автор многих статей по аналитике современности, напечатанных в изданиях «Знамя», «Колокол», «Нева», «Октябрь», «Новый мир», «Россия XXI», «Росбалт» и других. Автор книги по философской аналитике «Освобожденный Эдем» (2008). Лауреат Всероссийского интеллектуального конкурса «Идея для России», эксперт Международной ассоциации «Русская культура», руководитель Петербургского интеллектуального объединения «Невский клуб».

## Литературные премии
- «Великое Кольцо» (премия российских клубов любителей фантастики) — за рассказ «Изгнание беса» (1988).
- «Великое Кольцо» (премия российских клубов любителей фантастики) — за повесть «Телефон для глухих» (1989).
- Литературная премия имени Александра Беляева — за книгу «Изгнание беса» (1990).
- «Аэлита» («Старт») (премия за лучшую дебютную книгу фантастики) — за книгу «Изгнание беса» (1990).
- «Бронзовая улитка» (литературная премия за лучшие фантастические произведения, присуждаемая Борисом Стругацким) за роман «Монахи под луной» (1993).
- «Странник» (литературная премия Конгресса фантастов России) — за рассказ «Маленький серый ослик» (1994).
- «Странник» (литературная премия Конгресса фантастов России) — за повесть «Послание к коринфянам» (1994).
- «Странник» (литературная премия Конгресса фантастов России) — за рассказ «До света» (1995).
- Премия Русского ПЕН-центра — за книгу «Наступает мезозой» (2001).
- «Лунный меч» (литературная премия Конгресса фантастов России) — за книгу «Наступает мезозой» (2001).
- «Странник» (литературная премия Конгресса фантастов России) — за книгу «Малый апокриф» (2005).
- Литературная премия имени Н. В. Гоголя — за роман «Маленькая Луна» (2008).
- «Странник Гран-при» (литературная премия Конгресса фантастов России) за роман «Мы, народ…» (2012).
- «Византийский ковчег» (международная литературная премия для авторов, пишущих на славянских языках) — за творческий вклад в развитие славянских литератур (2019).
- «Час быка» (РосКон) (премия Федерации независимых профсоюзов России за лучший социальный роман) — за роман «Тёмные небеса» (2020).
- АБС-премия (Международная литературная премия в области фантастики имени Аркадия и Бориса Стругацких) – за повесть «Продолженное настоящее» (2022)[4].